# La Barta (Tarn i Garona)
La Barta (en francès Labarthe) és un municipi francès situat al departament de Tarn i Garona i a la regió d'Occitània.

## Demografia
| 1962                                       | 1968 | 1975 | 1982 | 1990 | 1999 | 2006  |
| ------------------------------------------ | ---- | ---- | ---- | ---- | ---- | ----- |
| 460                                        | 487  | 424  | 414  | 364  | 340  | 2.329 |
| Des de 1962: població sense dobles comptes |      |      |      |      |      |       |

## Administració
| Període   | Identitat           | Partit |
| --------- | ------------------- | ------ |
| 1965-2008 | René Calvet         | PCF    |
| 2008-     | Jean-Claude Hebrard | PS     |

## Personatges il·lustres
- Antonin Perbòsc